# Romance da Raposa
O Romance da raposa é uma série infantil de desenhos animados de Portugal, produzida pela RTP e transmitida entre outubro de 1988 e janeiro de 1989. Trata-se de uma adaptação da obra homónima do escritor Aquilino Ribeiro.

## Sinopse
"O romance da raposa" conta a história da vida de Salta-Pocinhas, uma raposa "raposeta, matreira, fagueira, lambisqueira"! A raposinha Salta-Pocinhas é mandriona e faz tudo para ter a barriga cheia, desde enganar o Rei Lobo até roubar galinhas aos aldeões. Mesmo quando fica velha consegue enganar os outros animais e não só.

## Personagens
- Salta-Pocinhas (na voz de Fernanda Figueiredo)
- Corvo (na voz de Joel Branco)
- Lobo (na voz de Luís Horta)
- Texugo D. Salamurdo (na voz de António Semedo)

## Episódios
| #  | Título do episódio       | Data de exibição |
| -- | ------------------------ | ---------------- |
| 1  | Saída à Aventura         | 1988-10-22       |
| 2  | O Mal de Dentes          | 1988-10-29       |
| 3  | O Romance da Raposa      | 1988-11-05       |
| 4  | O Bicho Palheiro         | 1988-11-12       |
| 5  | A Morte do Tirano        | 1988-11-19       |
| 6  | Cavalinho Corre Mundo    | 1988-12-03       |
| 7  | A Grande Batalha         | 1988-12-10       |
| 8  | O Casamento da Raposeca  | 1988-12-17       |
| 9  | A Fome é Negra           | 1988-12-24       |
| 10 | Salta a Pulga na Balança | 1988-12-31       |
| 11 | O Queijo e a Lua         | 1989-01-07       |
| 12 | A Escola e a Raposa      | 1989-01-14       |
| 13 | O Monstro da Floresta    | 1989-01-14       |

## Curiosidades
- Sendo relativamente escassa a produção de animação em Portugal, O Romance da Raposa, com a chancela da Topefilme e da Telecine, acabou por se tornar uma série de referência nesse domínio.
- Com diálogos de Maria Alberta Menéres, esta adaptação foi bastante fiel à obra imortal de Aquilino Ribeiro.
- O livro é composto por duas partes (A Raposinha e A Comadre), cada uma com 6 capítulos, que na sua maioria têm correspondência exacta com os episódios da série. A única excepção foi o capítulo IV da 1.ª parte, dividido em 2 episódios.
- A Topefilme foi o primeiro estúdio de animação em Portugal, criado em 1973, quando o acetato e o papel eram reis deste sector. Os fundadores foram Ricardo Neto e Artur Correia, diretores de animação, e Armando Ferreira, diretor de fotografia.
- Artur Correia e Ricardo Neto iniciaram a sua parceria na área da animação nos anos 60. Foram distinguidos com diversos prémios em festivais nacionais e internacionais. Antes de O Romance da Raposa, tinham já realizado para a RTP, desde 1979, pequenos filmes de animação que compuseram a série "O Ouriço".
- O Romance da Raposa foi exibida aos sábados, na RTP1, por volta das 17:30.
- Antecedendo a exibição do último episódio, a RTP repôs, durante a semana (entre os dias 10 e 13 de Janeiro de 1989), os 12 primeiros episódios (em compactos de 3).
- A Impala lançou uma colecção de 36 calendários com imagens da série.
- Foram também comercializados alguns bonecos em PVC com os principais personagens.
- A banda sonora, lançada em LP, continha as 6 canções tocadas na série e as respectivas versões instrumentais.
- Em 2009, a Bertrand Editora, também detentora dos direitos da obra original, lançou um livro com o romance em formato de banda desenhada, cuja concepção esteve a cargo de Artur Correia. Por ocasião do lançamento do livro, o autor foi entrevistado no programa Portugal no Coração.
- Fernanda Figueiredo, a dobradora que fez a Salta-Pocinhas, também fez a voz do personagem de anime Marco, na versão portuguesa da RTP em 1977.